# Tjube
Tjube (in russo Тюбе?; in lingua cumucca: Тёбе) è un insediamento di tipo urbano della Russia situato nel Daghestan. Fa parte del distretto Kumtorkalinskij.
L'insediamento è situato a nord del centro distrettuale Korkmaskala.